# IC 1879
IC 1879 ist eine Galaxie vom Hubble-Typ S? im Sternbild Horologium am Südsternhimmel. Sie ist schätzungsweise 553 Millionen Lichtjahre von der Milchstraße entfernt und hat einen Scheibendurchmesser von etwa 100.000 Lichtjahren.
Das Objekt wurde am 5. Dezember 1899 von DeLisle Stewart entdeckt.